# Tournoi de tennis de Floride
Ne pas confondre avec l'Open de Floride

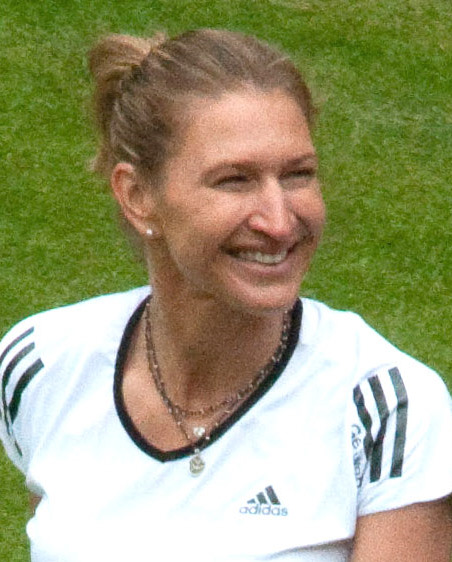
Steffi Graf

Le tournoi de Floride (États-Unis) est un tournoi de tennis féminin du circuit professionnel WTA organisé dans différentes villes de l'État.
La dernière édition de l'épreuve date de 1995.
Avec six titres (dont quatre consécutifs de 1992 à 1995) Steffi Graf détient le record du nombre de victoires en simple.

## Palmarès

### Simple
| No | Date       | Nom et lieu du tournoi                        | Catégorie      | Dotation       | Surface         | Vainqueure           | Finaliste            | Score          |                |
| -- | ---------- | --------------------------------------------- | -------------- | -------------- | --------------- | -------------------- | -------------------- | -------------- | -------------- |
| 1  | 04-04-1972 | Virginia Slims of Jacksonville, Jacksonville  | WT Pro Tour    | 18 000 $       | Terre (ext.)    | Marie Neumanova      | Billie Jean King     | 6-4, 6-3       | Tableau        |
| 2  | 16-04-1973 | Virginia Slims of Jacksonville, Jacksonville  |                | 25 000 $       | Terre (ext.)    | Margaret Smith Court | Rosie Casals         | 5-7, 6-3, 6-1  | Tableau        |
|    | 1974-1976  | Pas de tournoi                                | Pas de tournoi | Pas de tournoi | Pas de tournoi  | Pas de tournoi       | Pas de tournoi       | Pas de tournoi | Pas de tournoi |
| 3  | 10-01-1977 | Virginia Slims of Florida, Hollywood          |                | 100 000 $      | Moquette (int.) | Chris Evert          | Margaret Smith Court | 6-3, 6-4       | Tableau        |
| 4  | 09-01-1978 | Virginia Slims of Florida, Hollywood          |                | 100 000 $      | Moquette (int.) | Evonne Goolagong     | Wendy Turnbull       | 6-2, 6-3       | Tableau        |
| 5  | 22-01-1979 | Avon Championships of Florida, Hollywood      |                | 150 000 $      | Moquette (int.) | Greer Stevens        | Dianne Fromholtz     | 6-4, 2-6, 6-4  | Tableau        |
|    | 1980-1983  | Pas de tournoi                                | Pas de tournoi | Pas de tournoi | Pas de tournoi  | Pas de tournoi       | Pas de tournoi       | Pas de tournoi | Pas de tournoi |
| 6  | 12-03-1984 | Virginia Slims of Florida, Palm Beach Gardens | VS Tour C3     | 150 000 $      | Terre (ext.)    | Chris Evert          | Bonnie Gadusek       | 6-0, 6-1       | Tableau        |
| 7  | 21-01-1985 | Virginia Slims of Florida, Key Biscayne       |                | 150 000 $      | Dur (ext.)      | Chris Evert          | Martina Navrátilová  | 6-2, 6-4       | Tableau        |
| 8  | 27-01-1986 | Virginia Slims of Florida, Key Biscayne       |                | 250 000 $      | Dur (ext.)      | Chris Evert          | Steffi Graf          | 6-3, 6-1       | Tableau        |
| 9  | 16-02-1987 | Virginia Slims of Florida, Boca Raton         |                | 250 000 $      | Dur (ext.)      | Steffi Graf          | Helena Suková        | 6-2, 6-3       | Tableau        |
| 10 | 07-03-1988 | Virginia Slims of Florida, Boca Raton         | Tier II        | 300 000 $      | Dur (ext.)      | Gabriela Sabatini    | Steffi Graf          | 2-6, 6-3, 6-1  | Tableau        |
| 11 | 13-03-1989 | Virginia Slims of Florida, Boca Raton         | Tier II        | 300 000 $      | Dur (ext.)      | Steffi Graf          | Chris Evert          | 4-6, 6-2, 6-3  | Tableau        |
| 12 | 05-03-1990 | Virginia Slims of Florida, Boca Raton         | Tier II        | 350 000 $      | Dur (ext.)      | Gabriela Sabatini    | Jennifer Capriati    | 6-4, 7-5       | Tableau        |
| 13 | 04-03-1991 | Virginia Slims of Florida, Boca Raton         | Tier I         | 500 000 $      | Dur (ext.)      | Gabriela Sabatini    | Steffi Graf          | 6-4, 7-6       | Tableau        |
| 14 | 02-03-1992 | Virginia Slims of Florida, Boca Raton         | Tier I         | 550 000 $      | Dur (ext.)      | Steffi Graf          | Conchita Martínez    | 3-6, 6-2, 6-0  | Tableau        |
| 15 | 01-03-1993 | Virginia Slims of Florida, Delray Beach       | Tier II        | 375 000 $      | Dur (ext.)      | Steffi Graf          | Arantxa Sánchez      | 6-4, 6-3       | Tableau        |
| 16 | 28-02-1994 | Virginia Slims of Florida, Delray Beach       | Tier II        | 400 000 $      | Dur (ext.)      | Steffi Graf          | Arantxa Sánchez      | 6-3, 7-5       | Tableau        |
| 17 | 06-03-1995 | Winter Championships, Delray Beach            | Tier II        | 430 000 $      | Dur (ext.)      | Steffi Graf          | Conchita Martínez    | 6-2, 6-4       | Tableau        |

### Double
| No | Date       | Nom et lieu du tournoi                       | Catégorie      | Dotation       | Surface         | Vainqueures                        | Finalistes                         | Score          |                |
| -- | ---------- | -------------------------------------------- | -------------- | -------------- | --------------- | ---------------------------------- | ---------------------------------- | -------------- | -------------- |
| 1  | 04-04-1972 | Virginia Slims of Jacksonville Jacksonville  | WT Pro Tour    | 18 000 $       | Terre (ext.)    | Judy Tegart-Dalton Karen Krantzcke | Vicky Berner Billie Jean King      | 7-5, 6-1       | Tableau        |
| 2  | 16-04-1973 | Virginia Slims of Jacksonville Jacksonville  |                | 25 000 $       | Terre (ext.)    | Rosie Casals Billie Jean King      | Françoise Dürr Betty Stöve         | 7-6, 5-7, 6-3  | Tableau        |
|    | 1974-1976  | Pas de tournoi                               | Pas de tournoi | Pas de tournoi | Pas de tournoi  | Pas de tournoi                     | Pas de tournoi                     | Pas de tournoi | Pas de tournoi |
| 3  | 10-01-1977 | Virginia Slims of Florida Hollywood          |                | 100 000 $      | Moquette (int.) | Martina Navrátilová Betty Stöve    | Rosie Casals Chris Evert           | 6-4, 3-6, 6-4  | Tableau        |
| 4  | 09-01-1978 | Virginia Slims of Florida Hollywood          |                | 100 000 $      | Moquette (int.) | Rosie Casals Wendy Turnbull        | Françoise Dürr Virginia Wade       | 6-2, 6-4       | Tableau        |
| 5  | 22-01-1979 | Avon Championships of Florida Hollywood      |                | 150 000 $      | Moquette (int.) | Tracy Austin Betty Stöve           | Rosie Casals Wendy Turnbull        | 6-2, 2-6, 6-2  | Tableau        |
|    | 1980-1983  | Pas de tournoi                               | Pas de tournoi | Pas de tournoi | Pas de tournoi  | Pas de tournoi                     | Pas de tournoi                     | Pas de tournoi | Pas de tournoi |
| 6  | 12-03-1984 | Virginia Slims of Florida Palm Beach Gardens | VS Tour C3     | 150 000 $      | Terre (ext.)    | Betsy Nagelsen Anne White          | Rosalyn Fairbank Candy Reynolds    | 2-6, 6-2, 6-2  | Tableau        |
| 7  | 21-01-1985 | Virginia Slims of Florida Key Biscayne       |                | 150 000 $      | Dur (ext.)      | Kathy Jordan Elizabeth Smylie      | Svetlana Cherneva Larisa Savchenko | 6-4, 7-6       | Tableau        |
| 8  | 27-01-1986 | Virginia Slims of Florida Key Biscayne       |                | 250 000 $      | Dur (ext.)      | Kathy Jordan Elizabeth Smylie      | Betsy Nagelsen Barbara Potter      | 7-6, 2-6, 6-2  | Tableau        |
| 9  | 16-02-1987 | Virginia Slims of Florida Boca Raton         |                | 250 000 $      | Dur (ext.)      | Svetlana Cherneva Larisa Savchenko | Chris Evert Pam Shriver            | 6-0, 3-6, 6-2  | Tableau        |
| 10 | 07-03-1988 | Virginia Slims of Florida Boca Raton         | Tier II        | 300 000 $      | Dur (ext.)      | Katrina Adams Zina Garrison        | Claudia Kohde-Kilsch Helena Suková | 4-6, 7-5, 6-4  | Tableau        |
| 11 | 13-03-1989 | Virginia Slims of Florida Boca Raton         | Tier II        | 300 000 $      | Dur (ext.)      | Jana Novotná Helena Suková         | Jo Durie Mary Joe Fernández        | 6-4, 6-2       | Tableau        |
| 12 | 05-03-1990 | Virginia Slims of Florida Boca Raton         | Tier II        | 350 000 $      | Dur (ext.)      | Jana Novotná Helena Suková         | Elise Burgin Wendy Turnbull        | 6-4, 6-2       | Tableau        |
| 13 | 04-03-1991 | Virginia Slims of Florida Boca Raton         | Tier I         | 500 000 $      | Dur (ext.)      | Larisa Neiland Natasha Zvereva     | Meredith McGrath Anne Smith        | 6-4, 7-6       | Tableau        |
| 14 | 02-03-1992 | Virginia Slims of Florida Boca Raton         | Tier I         | 550 000 $      | Dur (ext.)      | Larisa Neiland Natasha Zvereva     | Linda Wild Conchita Martínez       | 6-2, 6-2       | Tableau        |
| 15 | 01-03-1993 | Virginia Slims of Florida Delray Beach       | Tier II        | 375 000 $      | Dur (ext.)      | Gigi Fernández Natasha Zvereva     | Larisa Neiland Jana Novotná        | 6-2, 6-2       | Tableau        |
| 16 | 28-02-1994 | Virginia Slims of Florida Delray Beach       | Tier II        | 400 000 $      | Dur (ext.)      | Jana Novotná Arantxa Sánchez       | Manon Bollegraf Helena Suková      | 6-2, 6-0       | Tableau        |
| 17 | 06-03-1995 | Winter Championships Delray Beach            | Tier II        | 430 000 $      | Dur (ext.)      | Mary Joe Fernández Jana Novotná    | Lori McNeil Larisa Neiland         | 6-4, 6-0       | Tableau        |